# Beaver Creek Provincial Park (Manitoba)
Der Beaver Creek Provincial Park ist ein nur 28,14 Hektar (ha) großer Provincial Park im südöstlichen Zentrum der kanadischen Provinz Manitoba, nördlich der kleinen unselbständigen Gemeinde Riverton (Rural Municipality of Bifrost – Riverton).

## Anlage
Der Park erstreckt sich über 2 Kilometer entlang dem westlichen Ufer des Lake Winnipeg sowie östlich des Highways zweiter Klasse, der Manitoba Provincial Road 234. Am nordwestlichen Ufer der Washow Bay gelegen, liegt dem Park am südöstlichen Ufer der Bucht der Hecla-Grindstone Provincial Park gegenüber. Innerhalb der Manitoba Census Division No. 19 gelegen, ohne einer Gemeinde zugeordnet zu sein, wird das umliegende Gebiete als „unorganized area“ (Manitoba Unorganized Area No. 19) bezeichnet und der Interlake Region zugeordnet.
Innerhalb des Systems der Provinzparks von Manitoba wird der Park als Recreation Park eingeordnet. Mit seiner Größe von nur 28 ha liegt er unterhalb der Durchschnittsgröße (rund 65 ha) der anderen Recreation Parks in Manitoba.

## Geschichte
Der Park wurde am 7. Juni 1961 als einer der Gruppe der ersten Provincial Parks in Manitoba eingerichtet. Das Gebiet wurde jedoch bereits Mitte der 1950er Jahre von der Provinz für Freizeitzwecke erschlossen. Im Laufe der Zeit wurden dabei sowohl seine Größe wie auch sein Schutzstatus geändert.